# Талмачи
Талмачи (рум. Tălmaci) је насељено место општине Краива у жупанији Арад у Румунији. Према попису из 2021 године било је 23 становника. 

## Становништво
Према попису становништва из 2011. године у насељу је живело 34 становника. 
| Етнички састав према попису из 2011. године‍ | Етнички састав према попису из 2011. године‍ | Етнички састав према попису из 2011. године‍ | Етнички састав према попису из 2011. године‍ | Етнички састав према попису из 2011. године‍ |
| ------------------------------------------- | ------------------------------------------- | ------------------------------------------- | ------------------------------------------- | ------------------------------------------- |
|                                             |                                             |                                             |                                             |                                             |
| Румуни                                      | Румуни                                      |                                             | 31                                          | 91,2%                                       |